# 1962 en Saskatchewan
Chronologie de la Saskatchewan
- 1958
- 1959
- 1960
- 1961
- 1962
- 1963
- 1964
- 1965
- 1966

Cette page concerne des événements d'actualité qui se sont produits durant l'année 1962 dans la province canadienne de la Saskatchewan.

## Politique
- Premier ministre : Woodrow Stanley Lloyd
- Chef de l'Opposition :
- Lieutenant-gouverneur : Frank Lindsay Bastedo
- Législature :

## Naissances

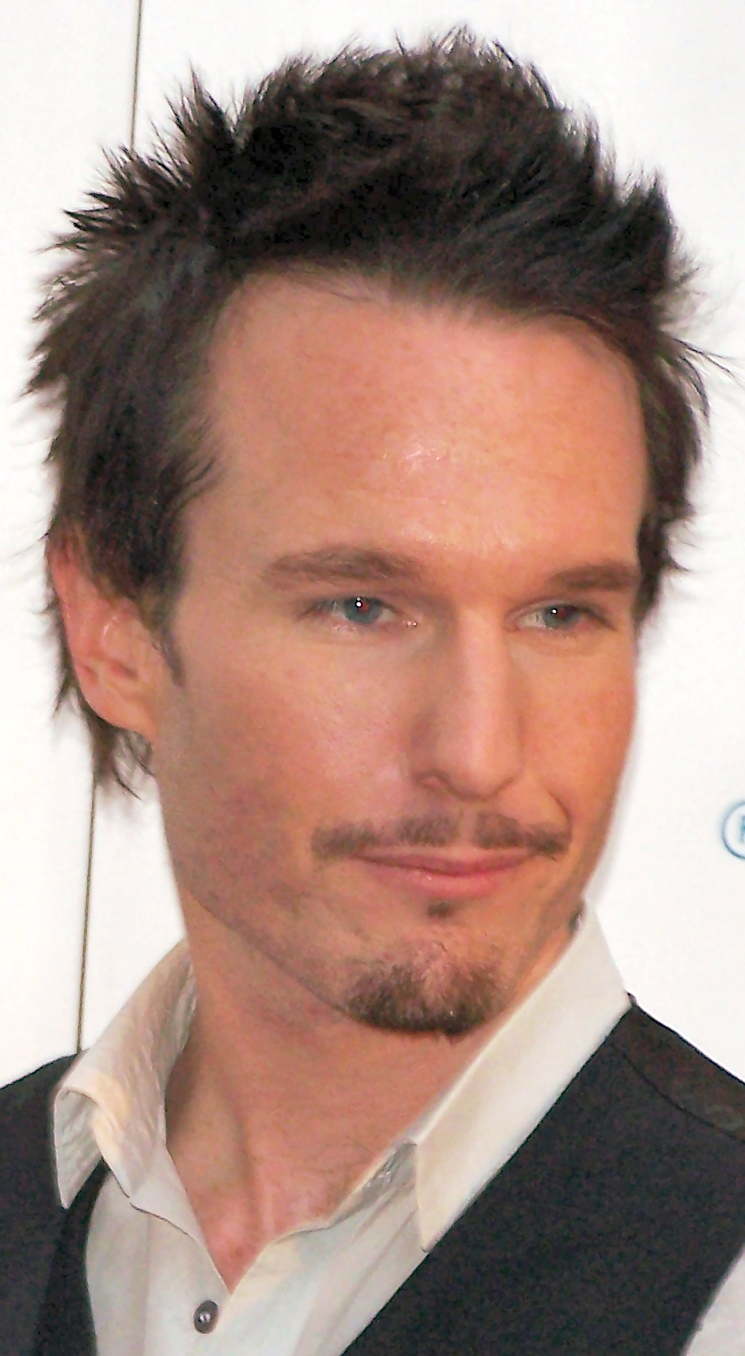
Michael Eklund

- David Gibbins est un écrivain canadien et britannique, né en 1962 à Saskatoon.

- 7 janvier : Kimberly Collins dit Kim Collins (né à Regina) est un joueur professionnel de hockey sur glace possédant la double nationalité canadienne et allemande. Il est devenu entraineur[1].

- 31 juillet : Michael Eklund est un acteur canadien, né à Saskatoon.

- 12 octobre : Dave Brown (né à Saskatoon) est un ancien joueur professionnel et entraîneur canadien de hockey sur glace.

## Décès
- 2 janvier : James Garfield Gardiner, premier ministre de la Saskatchewan.